# Andreas Ottl
Andreas Ottl (Múnich, Baviera, Alemania, 1 de marzo de 1985) es un exfutbolista alemán. Jugaba de centrocampista y su último equipo fue el F.C. Augsburgo de la Fußball-Bundesliga de Alemania. 

## Trayectoria
Andreas Ottl firmó su primer contrato profesional el 1 de julio de 2005 con el Bayern Múnich.

## Selección nacional
Ha sido internacional con la Selección de fútbol de Alemania en categorías sub-20 y sub-21. 

## Clubes
| Club             | País     | Año         |
| ---------------- | -------- | ----------- |
| FC Bayern Múnich | Alemania | 2005 - 2010 |
| 1. FC Nürnberg   | Alemania | 2010        |
| FC Bayern Múnich | Alemania | 2010 - 2011 |
| Hertha BSC       | Alemania | 2011 - 2012 |
| FC Augsburg      | Alemania | 2012 - 2014 |

## Palmarés

### Campeonatos nacionales
| Título                      | Club                | País     | Año  |
| --------------------------- | ------------------- | -------- | ---- |
| Fußball-Bundesliga          | FC Bayern Múnich    | Alemania | 2006 |
| Copa de Alemania            | FC Bayern Múnich    | Alemania | 2006 |
| Copa de la Liga de Alemania | FC Bayern Múnich    | Alemania | 2007 |
| Fußball-Bundesliga          | FC Bayern Múnich    | Alemania | 2008 |
| Copa de Alemania            | FC Bayern Múnich    | Alemania | 2008 |
| Supercopa de Alemania       | FC Bayern de Múnich | Alemania | 2010 |